# Saint-Barthélemy-Grozon
Saint-Barthélemy-Grozon (okzitanisch: Sant Barthélemy Grozon) ist eine französische Gemeinde mit 500 Einwohnern (Stand: 1. Januar 2022) im Département Ardèche in der Region Auvergne-Rhône-Alpes. Die Gemeinde gehört zum Arrondissement Tournon-sur-Rhône und zum Kanton Haut-Vivarais. Die Einwohner werden Saint-Barthélémiens genannt.

## Geografie
Saint-Barthélemy-Grozon liegt etwa 20 Kilometer westnordwestlich von Valence. Das Gemeindegebiet wird vom namengebenden Flüsschen Grozon durchquert. Umgeben wird Saint-Barthélemy-Grozon von den Nachbargemeinden Lamastre im Norden und Westen, Gilhoc-sur-Ormèze im Norden und Nordosten, Alboussière im Osten und Südosten, Boffres im Süden und Südosten, Châteauneuf-de-Vernoux im Süden sowie Vernoux-en-Vivarais im Süden und Südwesten.

## Bevölkerungsentwicklung
| Jahr                       | 1962 | 1968 | 1975 | 1982 | 1990 | 1999 | 2006 | 2013 |
| Einwohner                  | 628  | 552  | 481  | 460  | 428  | 469  | 521  | 504  |
| Quellen: Cassini und INSEE |      |      |      |      |      |      |      |      |

## Kultur und Sehenswürdigkeiten

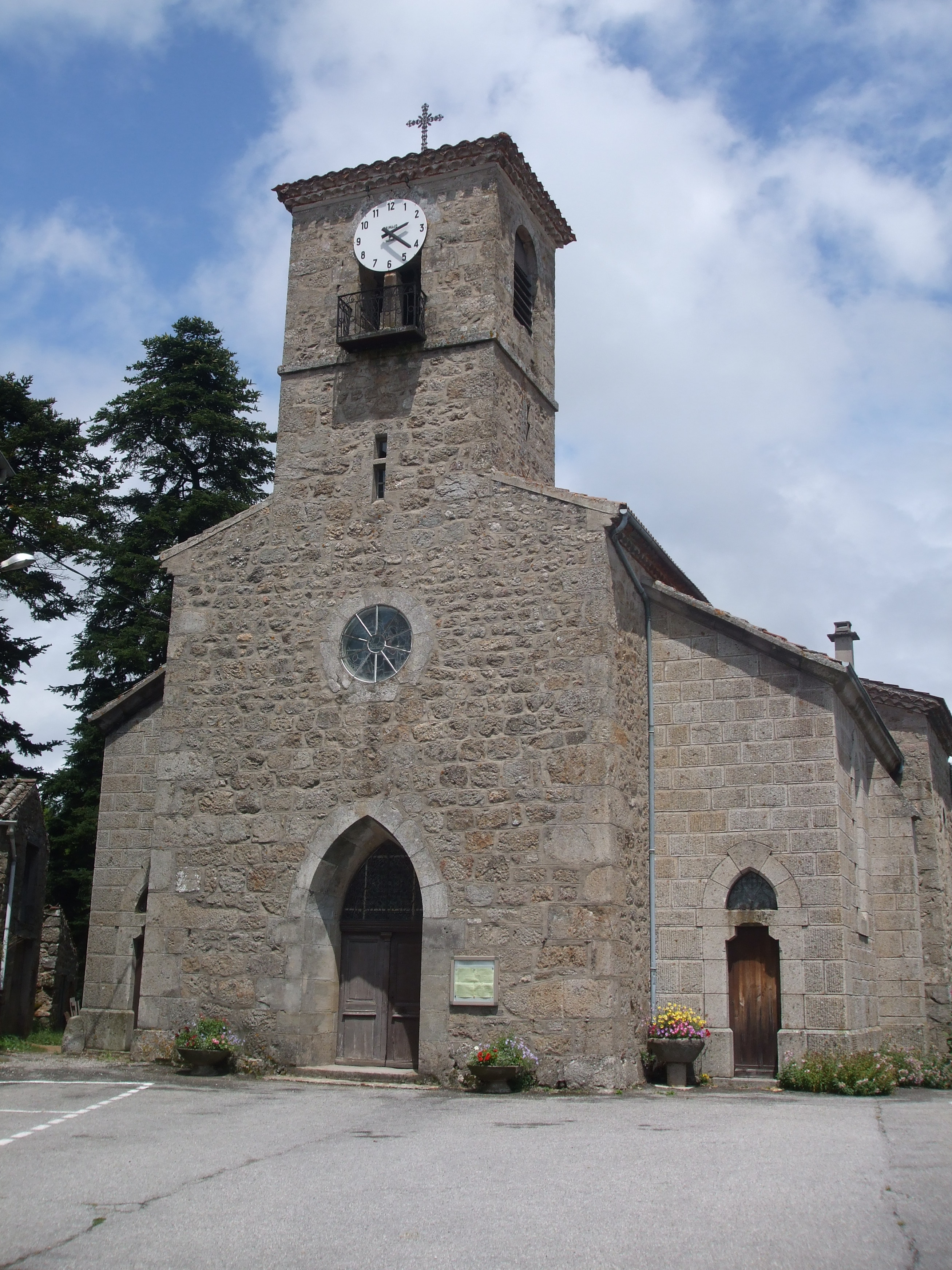
Kirche von Grozon
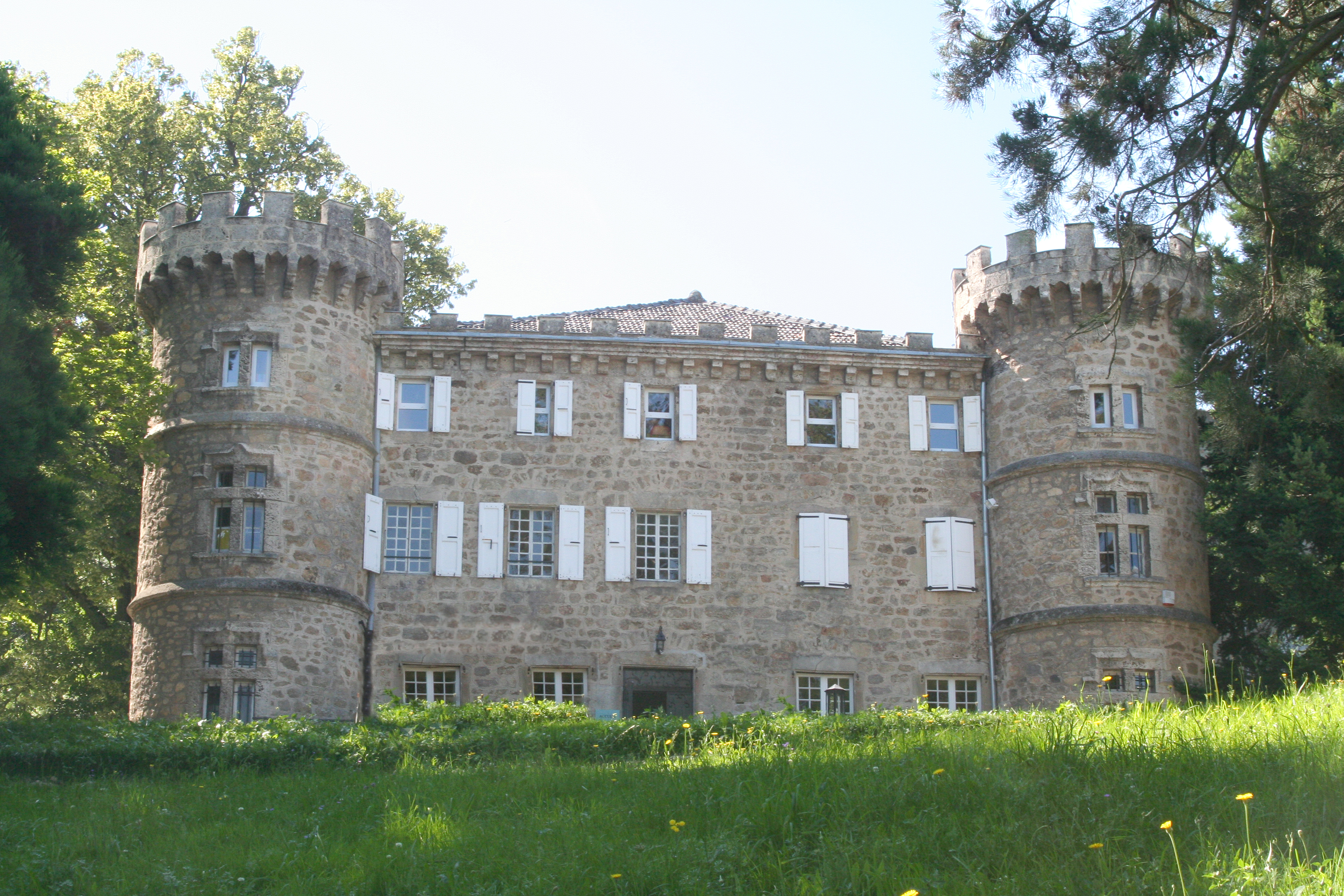
Schloss Soubeyran

- Kirche von Grozon
- Schloss Soubeyran